# Sara Gallardo

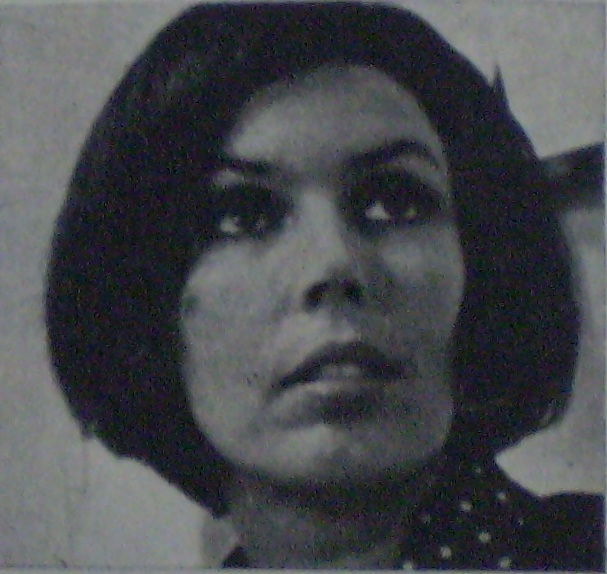
Sara Gallardo

Sara Gallardo Drago Mitre (23 tháng 12 năm 1931 – ngày 14 tháng 6 năm 1988) là một tác giả  Argentina có sức ảnh hưởng.

## Đời sống
Gallardo được sinh ra ở Buenos Aires trong một gia đình thuộc tầng lớp thượng lưu với đất đai nông nghiệp rộng lớn. Bà trở thành một người quan sát và phê bình sắc sảo về tầng lớp quý tộc Argentina, rất giống với dòng dõi của Charlotte Brontë. Cô là cháu gái lớn của Bartolomé Mitre.
Bà đã kết hôn hai lần, lần đầu tiên với Luis Pico Estrada và sau đó là HA Murena. Gallardo bắt đầu xuất bản vào năm 1958. Ngoài nhiều chuyên mục và bài tiểu luận, bà đã xuất bản năm cuốn tiểu thuyết, một tập truyện ngắn, một vài cuốn sách thiếu nhi và một số truyện du lịch. Bà đã đóng góp cho các tạp chí Primera Plana, Panorama và Confirmado cùng với những tác phẩm khác. Bà được trích dẫn như thường nói: "Viết là một hoạt động vô lý và anh hùng." 
Bị ảnh hưởng nặng nề bởi cái chết của người chồng thứ hai vào năm 1975, bà cùng các con chuyển đến La Cumbre, tỉnh Córdoba, đến một ngôi nhà được cung cấp bởi nhà văn Manuel Mujica Láinez. Sau đó vào năm 1979, chuyển đến Barcelona, Tây Ban Nha, nơi bà viết The Rose in the Wind (La Rosa en el Kheo), cuốn sách cuối cùng của bà. Bà tiếp tục chuyến đi của mình đến Thụy Sĩ và Ý, nhưng không hoàn thành bất kỳ tác phẩm nào nữa. Khi trở về Argentina, bà qua đời vì một cơn hen suyễn ở Buenos Aires ở tuổi 56. Bà đã để lại những ghi chép về tiểu sử được lên kế hoạch của trí thức người Do Thái và nữ tu Carmelite, Edith Stein, người đã bị giết tại trại tập trung Auschwitz năm 1942.

## Tác phẩm được chọn
Enero (" Tháng giêng ") (1958)  là cuốn tiểu thuyết đầu tiên của bà và kể chi tiết về thế giới riêng tư mãnh liệt của một người nông dân vị thành niên. Nó được viết một cách mơ hồ có chủ ý để phản ánh những nhầm lẫn phải đối mặt với nhân vật nữ chính khi người này phải đối phó với việc mang thai ngoài ý muốn, kết quả củ việc cô bị hãm hiếp.
El Pais del Humo ("Country của khói") (1977)  là một bộ sưu tập các truyện ngắn của bà, và phác thảo văn học cho thấy phong cách kỳ ảo của bà đã trước đây đã xuất hiện nhiều hơn trong sách thiếu nhi. Một số trong số chúng đã được coi là khoa học viễn tưởng hoàn toàn.